# Megalenhydris barbaricina
La lontra gigante sarda (Megalenhydris barbaricina) è un mammifero carnivoro estinto, appartenente ai mustelidi. Visse nel Pleistocene superiore (circa 70.000 - 10.000 anni fa) e i suoi resti fossili sono stati ritrovati in Sardegna. È considerata una delle lontre più grandi mai vissute.

## Descrizione
Tutto ciò che si conosce di questo animale è un singolo scheletro incompleto, rinvenuto in una cava abissale nei pressi di Dorgali, in Sardegna. Parte dello scheletro non è stato recuperato, ma sono note la mandibola, alcuni denti, un femore, parte dello scheletro assiale e alcune falangi. Nel sedimento sono ancora visibili altre vertebre, le zampe posteriori e piccoli frammenti del cranio, della pelvi e delle costole. La mandibola è molto più grande rispetto a quella della più grande lontra attuale, la lontra gigante del Brasile (Pteronura brasiliensis), lunga 2,4 metri compresa la coda. È probabile quindi che le dimensioni della Megalenhydris fossero notevolmente superiori a quelle della Pteronura, come sembrerebbe essere confermato anche dalle maggiori dimensioni degli elementi postcranici rispetto a quelli della lontra gigante attuale. Forse era lunga oltre tre metri. I massicci denti ricordano quelli del genere attuale Aonyx, mentre la coda doveva essere molto appiattita, a giudicare dalle ossa della base della coda; ciò è un carattere unico rispetto alle lontre attuali.

## Classificazione
La Megalenhydris barbaricina venne descritta per la prima volta nel 1987, sulla base di uno scheletro rinvenuto nella grotta sommersa di Ispinigoli, nei pressi di Dorgali in Sardegna. La Megalenhydris è stata considerata un membro dei Lutrini, affine al genere attuale Lutra, anche se le dimensioni richiamano maggiormente le gigantesche lontre sudamericane del genere Pteronura. I fossili sono ora conservati nel museo di archeologia di Nuoro.

## Paleoecologia
La coda molto appiattita è considerata un adattamento a uno stile di vita maggiormente acquatico rispetto alle lontre di fiume attuali. Anche la colonna vertebrale particolarmente flessibile sembrerebbe condurre a questa ipotesi. Non è chiaro tuttavia se la Megalenhydris fosse una lontra marina o di fiume.